# Merode (Allemagne)
Pour les articles homonymes, voir Merode.
Merode est un village de la commune de Langerwehe en Allemagne, non loin des frontières néerlandaise et belge. Le village possède également un château. Sa population était de 769 habitants au 30 septembre 2009 pour une superficie de 7,68 km2.

## Histoire
Le village est intimement lié à la famille de Merode et de son château. Jean-Philippe Eugène de Merode-Westerloo, un général belge, y est mort le 12 septembre 1732.

## Patrimoine
Datant du XIIe siècle, le château de Merode peut être décrit comme son bâtiment historique le plus important et est considéré comme l'un des plus beaux châteaux à douves de Rhénanie. Il a été grandement endommagé lors d'un incendie le 19 juin 2000. C'est une propriété privée et l'accès au public se fait sous la forme de visites guidées.
Un ancien monastère dans la forêt de Schwarzenbroich, fondé en 1340 par Werner de Mérode, est intimement lié à l'histoire du château. Il était sur une ancienne route de pèlerinage. Il fut fermé par l'occupant français en 1802. Il n'en reste qu'un mur à la suite des dégradations de guerre.
Le cimetière militaire « Marienbildchen » est également célèbre. Il est le fruit de l'initiative de Josef Gerhards et 220 soldats de la Seconde Guerre mondiale y reposent.

## Personnages célèbres
- Jean-Jacques de Haraucourt (vers 1600-1644) tué lors d'une bataille à Merode.
- Jean-Philippe Eugène de Merode-Westerloo (1674-1732), général belge
- Bernard Wettstein, (1686-1745), vicaire et religieux, trésorier des comtes de Merode
- Josef Gerhards, (1890-1985), enseignant, fondateur du cimetière d'honneur « Marienbildchen », lauréat de l'Ordre du Mérite
- Joseph Krieger, (1931-2003), peintre
- Günter Krieger (né en 1965), écrivain et auteur de la trilogie de Merode, neveu du précédent

## Source
- (de) Cet article est partiellement ou en totalité issu de l’article de Wikipédia en allemand intitulé « Merode (Langerwehe) » (voir la liste des auteurs).